# Knjige u 2014.
◄◄ | ◄ | 2011. | 2012. | 2013. | 2014.  | 2015. | 2016. | 2017. | ► | ►►
Arhitektura • Astronautika • Astronomija • Biologija • Film • Fotografija • Glazba • Kazalište • Kemija • Kiparstvo • Knjige • Književnost • Kršćanstvo • Meteorologija • Medicina • Planinarstvo • Politika • Pravo • Promet • Slikarstvo • Strip • Šport • Televizija • Znanost • Zrakoplovstvo • Željeznički promet
Knjige u 2014.

## Svijet
- Ljubav u doba kokaina, Simonida Milojković. Izdavač: LAGUNA, BEOGRAD. ISBN 9788652115105
- Sačekuša 2: Vladavina metka, Predrag Jeremić. Izdavač: Vuk PS. Broj stranica: 199. Pismo: Latinica. ISBN 9788691781309

## Hrvatska i u Hrvata

### 1, 2, 3, ...
- 100 % pamuk, Ivana Bodrožić. Nakladnik: V.B.Z. Beletristika. ISBN 978-953-304-619-8
- 1914. – 1918., Povijest Prvog svjetskog rata, David Stevenson. Prevoditelj: Vuk Perišić. Nakladnik: Fraktura. Broj stranica: 992. Povijest i politika. ISBN 978-953-266-574-1
- 39 dana lipnja, Teofil Pančić. Nakladnik: Profil. Broj stranica: 128. Beletristika. ISBN 978-953-313-385-0

### A
- A onda je Božo krenuo ispočetka, Marina Vujčić. Nakladnik: Hena com. Broj stranica: 216. Beletristika. ISBN 978-953-259-072-2
- Abeceda nestajanja, Robert Vrbnjak. Nakladnik: Dušević & Kršovnik. Broj stranica: 128. Beletristika. ISBN 978-953-221-282-2
- Accabadora, Michela Murgia. Nakladnik: Hena com. Broj stranica: 188. Beletristika. ISBN 978-953-259-080-7
- Agnesina ispovijed, Hannah Kent. Prevoditelj: Ivana Jandras Szekeres. Nakladnik: Znanje. Broj stranica: 320. ISBN 978-953-343-064-5
- Aida, Sami Michael. Prevoditelj: Laila Šprajc. Nakladnik: Fraktura. Broj stranica: 320. Beletristika. ISBN 978-953-266-581-9
- Alex, Pierre Lemaitre. Prevoditelj: Divina Marion. Nakladnik: Fokus komunikacije. Broj stranica: 328. Krimići i trileri. ISBN 978-953-721-340-4
- Alikvot, Jasna Horvat. Nakladnik: Algoritam. Broj stranica: 375. Beletristika. Povijesni romani, Ljubavni romani. ISBN 978-953-316-689-6
- Ali i Nino, Kurban Said. Prevoditelj: Mladen Janković. Nakladnik: Opus Gradna. Broj stranica: 249. Beletristika. Povijesni romani, Ljubavni romani. ISBN 978-953-579-710-4
- Allahove kćeri, Nedim Gürsel. Prevoditelj: Marko Kalpic. Nakladnik: Naklada Ljevak. Broj stranica: 307. Beletristika. ISBN 978-953-303-702-8
- Anatomija jedne pobune, Javier Cercas. Prevoditelj: Silvana Roglić. Nakladnik: Fraktura. Broj stranica: 416. Beletristika. ISBN 978-953-266-584-0
- Angela Merkel: Kancelarka i njezin svijet, Stefan Kornelius. Prevoditelj: Boris Perić. Nakladnik: Profil. Broj stranica: 288.  Biografije i memoari. ISBN 978-953-313-370-6
- Antiatlas, Jasna Horvat. Nakladnik: Naklada Ljevak. Broj stranica: 452. Eseji. Putopisi. ISBN 978-953-303-786-8
- Argentinski roman, Drago Pilsel. Nakladnik: Profil. Broj stranica: 248.  Biografije i memoari. ISBN 978-953-313-282-2
- Arkana Fausta Vrančića Šibenčanina, Omer Rak. Nakladnik: Fraktura. Broj stranica: 416. Beletristika. ISBN 978-953-266-595-6

### B
- Balada o zvjezdanom moru, Marica Bodrožić. Prevoditelj: Anda Bukvić. Nakladnik: Fraktura. Broj stranica: 256. Beletristika. ISBN 978-953-266-570-3
- Balkansko brvno, Aleš Debeljak. Prevoditelj: Jagna Pogačnik. Nakladnik: Fraktura. Broj stranica: 280. Eseji. ISBN 978-953-266-567-3
- Bengalska noć, Mircea Eliade. Prevoditelji: Luca-Ioan Frana i Ivana Olujić. Nakladnik: Disput. Broj stranica: 208. Beletristika. Ljubavni romani. ISBN 978-953-260-222-7
- Bez ljubavi i mržnje, Larí Marí. Nakladnik: Naklada Ljevak. Broj stranica: 368. Duhovna literatura i Self-Help. ISBN 978-953-303-673-1
- Bezbojni Tsukuru Tazaki i njegove godine hodočašća, Haruki Murakami. Prevoditelj: Maja Šoljan. Nakladnik: Vuković & Runjić. Broj stranica: 318.  Beletristika. Ljubavni romani. ISBN 978-953-286-110-5
- Bijeli vlak na nebu moga grada, Veronika Santo. Nakladnik: Matica hrvatska Bizovac. Broj stranica: 260. Horor, fantastika i SF. ISBN 978-953-7746-19-3
- Bio sam Hitlerov omladinac Salomon, Salomon Perel. Prevoditelj: Boris Perić. Nakladnik: Profil. Broj stranica: 326. Biografije i memoari. ISBN 978-953-313-284-6
- Blue Moon, Damir Karakaš. Nakladnik: Sandorf. Broj stranica: 128. Beletristika. ISBN 978-953-771-549-6
- Bog podzemlja, Ursula Poznanski. Nakladnik: Znanje. Broj stranica: 360. Horor, fantastika i SF. ISBN 978-953-343-048-5
- Božji gnjev, Josip Mlakić. Nakladnik: Fraktura. Broj stranica: 240. Beletristika. ISBN 978-953-266-604-5
- Bračni zaplet, Jeffrey Eugenides. Prevoditelj: Marina Horkić. Nakladnik: V.B.Z. Broj stranica: 380.  Beletristika. ISBN 978-953-304-660-0
- Brbljava kornjača, Kašmir Huseinović, Andrea Petrlik Huseinović. Nakladnik: Kašmir promet/Dječja knjiga. Broj stranica: 32. Slikovnice, Dječje knjige. ISBN 978-953-767-119-8
- Brdo, Ivica Prtenjača. Nakladnik: V.B.Z. Broj stranica: 148.  Beletristika. ISBN 978-953-304-680-8
- Bridget Jones: Luda za njim, Helen Fielding. Prevoditelj: Duška Gerić Koren. Nakladnik: Lumen izdavaštvo. Broj stranica: 400. Beletristika. ISBN 978-953-342-003-5
- Budite odvažni i činite velike stvari, Brené Brown. Prevoditelj: Radha Rojc-Belčec. Nakladnik: V.B.Z. Broj stranica: 240. Duhovna literatura i Self-Help. ISBN 978-953-304-637-2

### C
- Café Hyena, Jana Beňová. Nakladnik: Hena com. Broj stranica: 142. Beletristika. ISBN 978-953-259-082-1
- Circle, Dave Eggers. Prevoditelj: Andy Jelčić. Nakladnik: Vuković & Runjić. Broj stranica: 448. Horor, fantastika i SF. ISBN 978-953-286-108-2
- Cjediljka za perfekt, Branislav Glumac. Nakladnik: Profil. Broj stranica: 320. Biografije i memoari. ISBN 978-953-313-358-4
- Crvena kao krv, Salla Simukka. Prevoditelj: Jana Merlin. Nakladnik: Znanje. Broj stranica: 264. Krimići i trileri, Literatura za mlade. ISBN 978-953-343-003-4

### Č
- Čarobna kost, C. J. Sansom. Prevoditelj: Mate Maras. Nakladnik: Znanje. Broj stranica: 624. Povijesni romani. ISBN 978-953-324-998-8

### G
- Glazbena trilogija, Dalibor Cikojević. Izdavač:LEYKAM INTERNATIONAL D.O.O., Zagreb. ISBN 978-953-340-015-0

### H
- Hamletmašina, Heiner Müller. Prevoditelj: Vlado Obad. Nakladnik: Fraktura. Broj stranica: 224. Drame. ISBN 978-953-266-540-6

### M
- Ma koji život, ma koji teatar, Mani Gotovac. Nakladnik: Profil. Broj stranica: 500. Umjetnost, arhitektura, dizajn, Biografije i memoari. ISBN 978-953-313-299-0

### P
- Pouzdan izvor, Merita Arslani. Nakladnik: Naklada Ljevak. Broj stranica: 136.  Krimići i trileri. ISBN 978-953-303-736-3
- Prava istina o psihijatriji, Robert Torre. Nakladnik: Profil. Broj stranica: 301. Medicina. ISBN 978-953-313-369-0
- Prirodno bez glutena, Jadranka Boban Pejić. Izdavač: Planetopija. Broj stranica: 142. Kuharice. ISBN 978-953-257-303-9

### T
- Timi Promašaj : Pogreške se događaju, Stephan Pastis. Prijevod: Andrea Bagović. Nakladnik: Profil. 294 str., ISBN 9789533133058

### U
- Umri ženski, Marina Vujčić. Nakladnik: Hena com. Broj stranica: 260. Drame. ISBN 978-953-259-078-4

### Z
- Zemlja otaca, Nina Bunjevac. Prevoditelj: Saša Drach. Nakladnik: 2x2: Broj stranica: 160. Strip. ISBN 978-953-56714-7-3
- Zen strogo povjerljivo, Shozan Jack Haubner. Nakladnik: Planetopija. Broj stranica: 276. Biografije i memoari. ISBN 978-953-257302-2
- Zimsko drvo, Ellen Mattson. Prevoditelj: Željka Černok. Nakladnik: Disput. Broj stranica: 408. Biografije i memoari. ISBN 978-953-260-223-4
- Zmijsko leglo, Andrea Camilleri. Nakladnik: Profil. Broj stranica: 266. Krimići i trileri. ISBN 978-953-313-340-9

## Vanjske poveznice
|  | Zajednički poslužitelj ima još gradiva o temi Knjige iz 2014. |